# Liwa Thuwar al-Raqqa
Liwa Thuwar al-Raqqa (Arabisch: لواء ثوار الرقة, Liwā' Thūwwār ar-Raqqah) was een Syrische rebellengroep die in het noordoosten van Syrië actief was, in de provincie Raqqa. Liwa Thuwar al-Raqqa was een onderdeel van het Vrije Syrische Leger, maar vocht sinds 2014 mee met de Syrische Democratische Strijdkrachten, die worden geleid door de Koerdische groep YPG.
Liwa Thuwar al-Raqqa werd in 2012 gevormd door Syrische opstandelingen uit de stad Raqqa en haar omgeving. In 2013 was Liwa Thuwar al-Raqqa een van de Syrische rebellengroepen die de stad Raqqa wist te veroveren op het regeringsleger van president Bashar al-Assad. In 2013 en 2014 werden deze strijders verdreven door de veel sterkere Islamitische Staat (IS), die van Raqqa haar hoofdstad in Syrië maakte. De strijders van Liwa Thuwar al-Raqqa zochten hun toevlucht in de Koerdische stad Kobani in het noorden, aan de Turkse grens. Daar vochten zij mee tegen IS tijdens de Slag om Kobani in 2014.
In 2015 ontstonden er spanningen tussen Liwa Thuwar al-Raqqa en de Koerdische YPG in het noorden van Syrië. Liwa Thuwar al-Raqqa verweet de Koerden dat zij Arabische dorpen ontvolkten. Deze beschuldiging werd door de Syrische Koerden fel ontkend. Toch sloot Liwa Thuwar al-Raqqa zich in 2015 aan bij de Syrische Democratische Strijdkrachten, die steun kregen van de Verenigde Staten en andere westerse landen. 